# Hylemya probata
Hylemya probata là một loài ruồi trong họ Tachinidae.